# Морський інститут післядипломної освіти ім.Ф.Ф.Ушакова

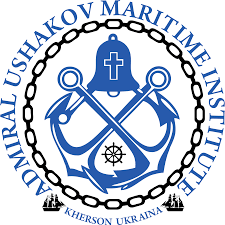

## Історія
Приватний заклад «Морський інститут післядипломної освіти імені контрадмірала Федора Федоровича Ушакова» (минула назва — Херсонська філія приватного вищого навчального закладу «Інститут післядипломної освіти «Одеський морський тренажерний центр») — приватний вищий навчальний заклад Херсону з підготовки спеціалістів для морського транспорту України. Заклад був створений 21 лютого 2000 року з метою забезпечення високоякісної підготовки, перепідготовки та підвищення кваліфікації моряків, працюючих на суднах українських та іноземних судновласників.
Навчальний процес в інституті проводиться відповідно до Міжнародної конвенції про підготовку і дипломування моряків та несення вахти (STCW) 1978 року, зі змінами, ISM-code, ISPS-code, та рекомендацій ІМО, національних вимог та вимог судноплавних компаній із наданням усіх необхідних морських документів.

## Структура
- Кафедра фундаментальної та гуманітарної підготовки
- Кафедра морського та внутрішнього водного транспорту
- Медичний центр. Підготовка морських фахівців згідно з вимогами МК STCW 78 (з поправками)
- Відділ перепідготовки та підвищення кваліфікації фахівців морського та внутрішнього водного транспорту
- Відділення професійної підготовки
- Центр міжнародної морської освіти

## Керівництво
П'ятаков Едуард Миколайович — ректор Морського інституту післядипломної освіти імені контрадмірала Федора Федоровича Ушакова, кандидат технічних наук, професор.

## Діяльність
Морський інститут післядипломної освіти імені контрадмірала Федора Федоровича Ушакова" проводить підготовку студентів за спеціальністю 271 «Річковий і морський транспорт» — за спеціалізаціями:
- «Судноводіння»
- «Експлуатація суднових енергетичних установок»
- «Експлуатація суднового електрообладнання і засобів автоматики»

Освітньо-кваліфікаційний рівень — бакалавр (Наказ МОН України № 1397Л від 30.06.2016 р.; Наказ МОН України № 1405Л від 12.07.2016 р.). Термін навчання на базі повної загальної середньої освіти – 4 роки; на базі освітньо-кваліфікаційного рівня «молодший спеціаліст» — 3 роки. Підготовка здійснюється за денною та заочною формами навчання за кошти фізичних та юридичних осіб.
Відділення професійно-технічної освіти факультету здійснює підготовку моряків за робітничими професіями на базі повної загальної середньої освіти:
- 7241 «Електрик судновий»
- 8340 «Моторист (машиніст)
- 8340 «Матрос»
- 5122 «Кухар судновий»
- 5123 «Бармен»

Термін навчання за професіями – від 22 до 28 тижнів.
Приватний заклад «Морський інститут післядипломної освіти імені контрадмірала Федора Федоровича Ушакова» в процесі навчання використовує сучасне навчально-тренажерне обладнання для оптимізації рівня підготовки та підвищення кваліфікації плавскладу відповідно до актуальних вимог національних та іноземних судновласницьких компаній.
У 2002 році був встановлений інноваційний навігаційно-тренажерний комплекс, який включає 8 навігаційних мостів, працюючих в одному віртуальному просторі. Комплекс є інтегрованою системою, яка імітує навігаційний місток, оснащений найсучаснішим обладнанням, що включає радари, систему електронної картографії, модуль контролю за судновою енергетичною установкою, комплекс апаратури ГМЗЛБ, модуль радіонавігаційних систем, систему контролю навантаження судна.
У 2006 році було створено машинне відділення (тренажер) для трьох типів судів. Тренажер розроблений для проведення навчання та напрацювання навичок несення вахти в машинно-котельному відділенні й на центральному посту управління сучасного судна.
На даний час викладацький склад Морського інституту налічує близько 100 досвідчених і висококваліфікованих кадрів різних рангів і спеціальностей.
Досвідчений та кваліфікований викладацький склад інституту забезпечує підготовку та підвищення кваліфікації для моряків — фахівців морського транспорту і промисловості.
Доброзичлива атмосфера і сервіс дають можливість студентам і слухачам повністю зосередитися на навчальному процесі.
Якість та висока ефективність навчання забезпечуються у першу чергу:
- сучасними та гнучкими учбовими програмами;
- досвіченими та компетентними викладачами та інструкторами;
- спеціалізованими сучасними тренажерами на новітнім судовим обладнанням для гарантування відповідного рівня підготовки та підвищення кваліфікації моряків.

Наш заклад виконує високоякісну підготовку та перепідготовку працівників морської індустрії, що гарантує високий попит на наших фахівців на міжнародному рівні.
Заклад також гарантує висококваліфіковану безкоштовну консультацію з будь-яких питань щодо морських документів для командного та рядового плавскладу.
Приватний заклад «Морський інститут післядипломної освіти імені контрадмірала Федора Федоровича Ушакова» постійно враховує останні національні й міжнародні вимоги, як для підготовки моряків, так і для гарантування безпеки судноплавства і захисту морського середовища в усьому світі. Навчальна база постійно оновлюється та включає нові програми та курси згідно з вимогами Міжнародної Конвенції ПДМНВ 78 з поправками. Приватний заклад «Морський інститут післядипломної освіти імені контрадмірала Федора Федоровича Ушакова» тісно співпрацює з: Морський університет «Одеська морська академія», Херсонської державною морською академією, Інститутом післядипломної освіти «Одеський морський тренажерний центр», «V.Ships», та численними морськими агентствами й судноплавними компаніями.

## Міжнародний центр морської освіти (СоС|СоР|EU)
Також заклад пропонує навчання за кордоном в Центрі міжнародної морської освіти Морського інституту за україно-естонською програмою.
Морський інститут надає можливість стажування та навчання в морських навчальних закладах Європейського союзу за програмою подвійних дипломів, що дає право на отримання Certificate of competency, Certificate of proficiency в країнах ЄС.
Мета роботи МЦМО: надання можливості українським морякам отримати якісну європейську/світову освіту з можливістю подальшого отримання іноземних робочих документів.
На цей час проводиться підготовка за 18 напрямками.
На початку російського вторгнення в Україну, інститут був змушений згорнути роботу в тимчасово окупованому місті Херсоні та тимчасово переміститися до міста Одеси.

## Рейтинги та репутація
У жовтні 2024 року, Державна служба якості освіти, як центральний орган виконавчої влади України, що реалізує державну політику у сфері освіти, зокрема з питань забезпечення якості освіти, оприлюднив оновлений рейтинг навчальних закладів України, які мають високий ступінь ризику. До переліку навчальних закладів з високим ступенем ризику увійшов, зокрема, й приватний заклад «Морський інститут післядипломної освіти ім. Ф. Ф. Ушакова».